# زنوز
زُنوز یکی از شهرهای استان آذربایجان شرقی است که در بخش مرکزی شهرستان مرند واقع شده‌است.
یکی از مناطق گردشگری ایران است که به دلیل آب و هوا و درختان میوه شهرت پیدا کرده است.
جمعیت این شهر بر اساس سرشماری عمومی نفوس و مسکن در سال ۱۳۸۵ خورشیدی، ۲٬۶۱۸ نفر بوده‌است که از این تعداد ۱٬۲۴۲ نفر مرد و ۱٬۳۷۶ نفر زن بوده‌اند، که از این که در قالب ۸۲۶ خانوار، ساکن این شهر بوده‌اند. شهر زنوز در ۲۵ کیلومتری شمال مرند و ۱۰۰ کیلومتری شمال تبریز واقع شده‌است.
این شهر از سابقه تاریخی طولانی برخوردار است و به نظر می‌رسد سابقه سکونت در آن به هزاره چهارم پیش از میلاد می‌رسد.

## اقتصاد
اقتصاد زنوز بر پایهٔ کشاورزی، دامداری و زنبورداری استوار است و محصولاتش، به ویژه سیب آبدار زنوز، شهرت جهانی پیدا کرده‌است. صنعت سرامیک‌سازی زنوز، از دیرباز در سطح کشور معروف بوده‌است، ولی امروزه از رونق خوبی بهره‌مند نیست.

## معادن
زنوز دارای توده معادن غنی و سرشار کائولن است و ذخایر معادن این شهر، به شهرهای دیگر ایران و به کشورهای دیگر، صادر می‌شود.

## شهرداری
شهرداری زنوز از سال ۱۳۲۲ خورشیدی دایر شده‌است و این شهر، یکی از نخستین شهرهای استان آذربایجان شرقی محسوب می‌شود که صاحب شهرداری شده‌اند. نخستین شهردار زنوز، «علی‌اکبر احمدی زنوز» بوده‌است.

## مساجد
با توجه به رواج مذهب شیعه، مساجد زیادی در این شهر وجود دارند. از جمله آن‌ها می‌توان به مسجد سادات (سیدلر)، مسجد ملا عزیز، مسجد کارخانه، مسجد حاجی، مسجد شیخ، مسجد حاج علی اکبر و مسجد حاج آقا بیگ و مسجد جامع زنوز نام برد.

## محلات
زنوز از ۴ محله صفاخان خواجه، سیدلر، میرجان و دیبین تشکیل شده‌است.

## زبان
زبان اصلی مردم زنوز ترکی آذربایجانی است.

## توابع
روستاهای زنوزق، درق، زمهریر، کوه کمر، هاوستین، دارانداش و هریس از جمله توابع زنوز هستند.

## نگارخانه

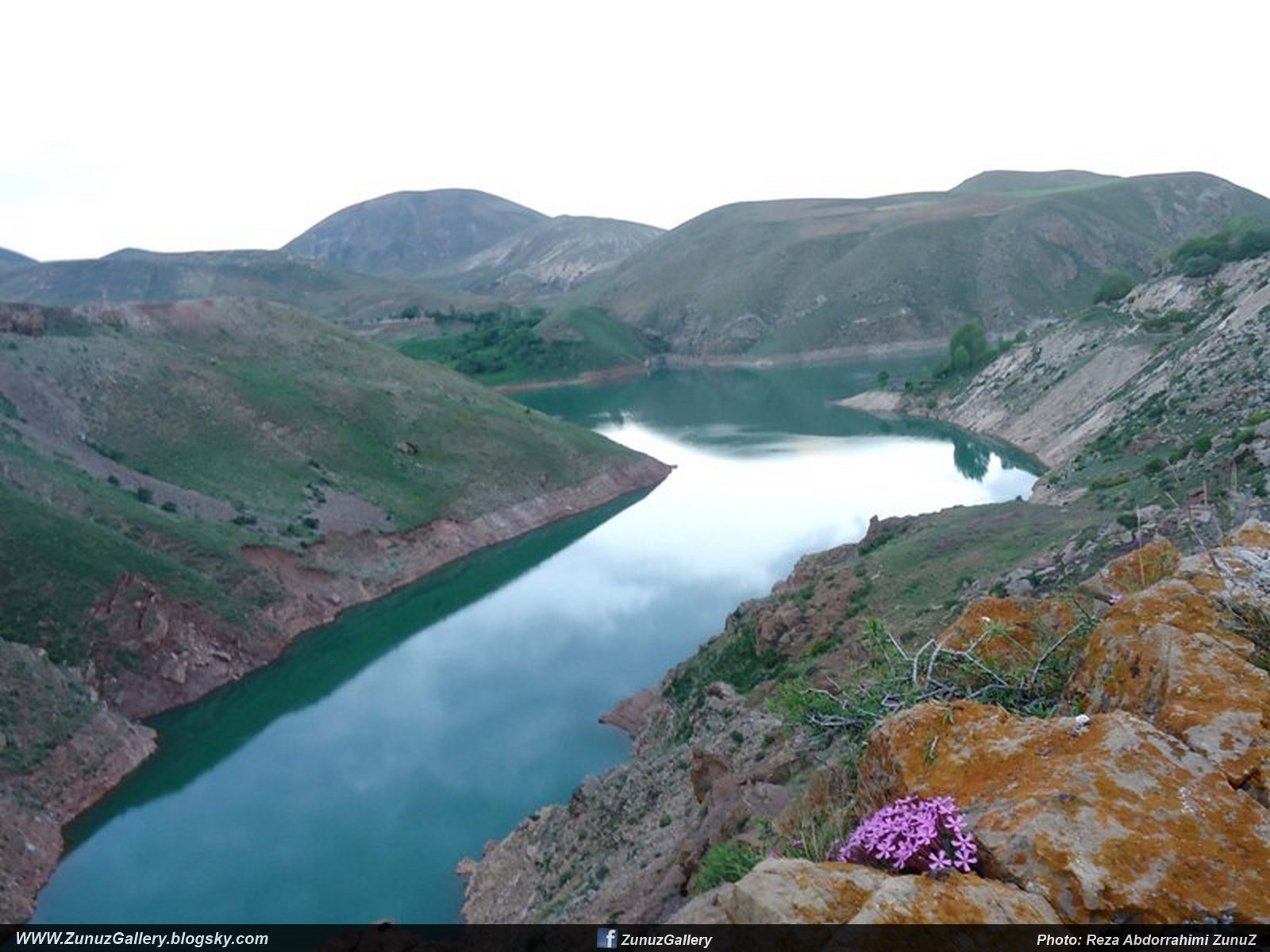
سد زنوز
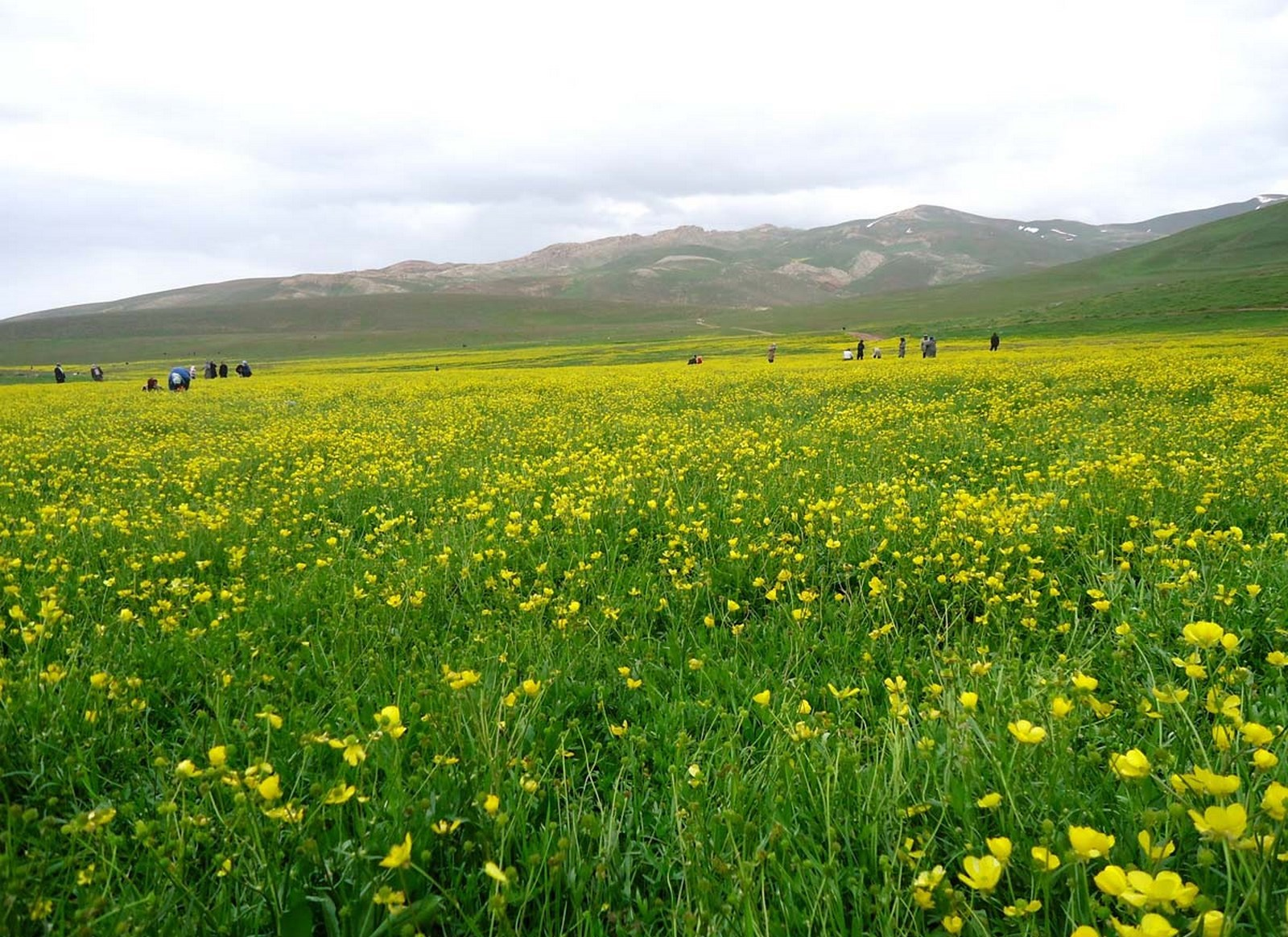
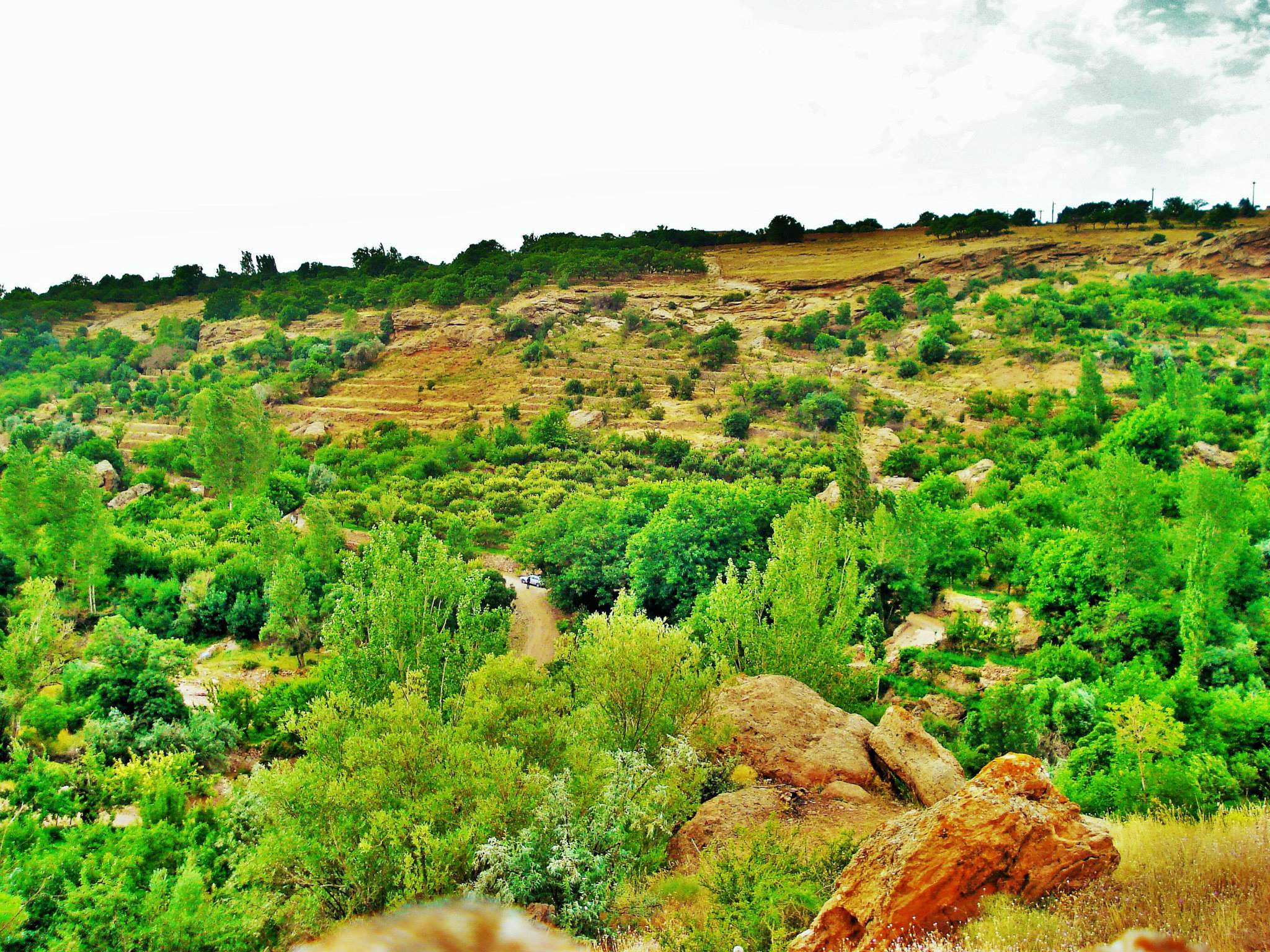
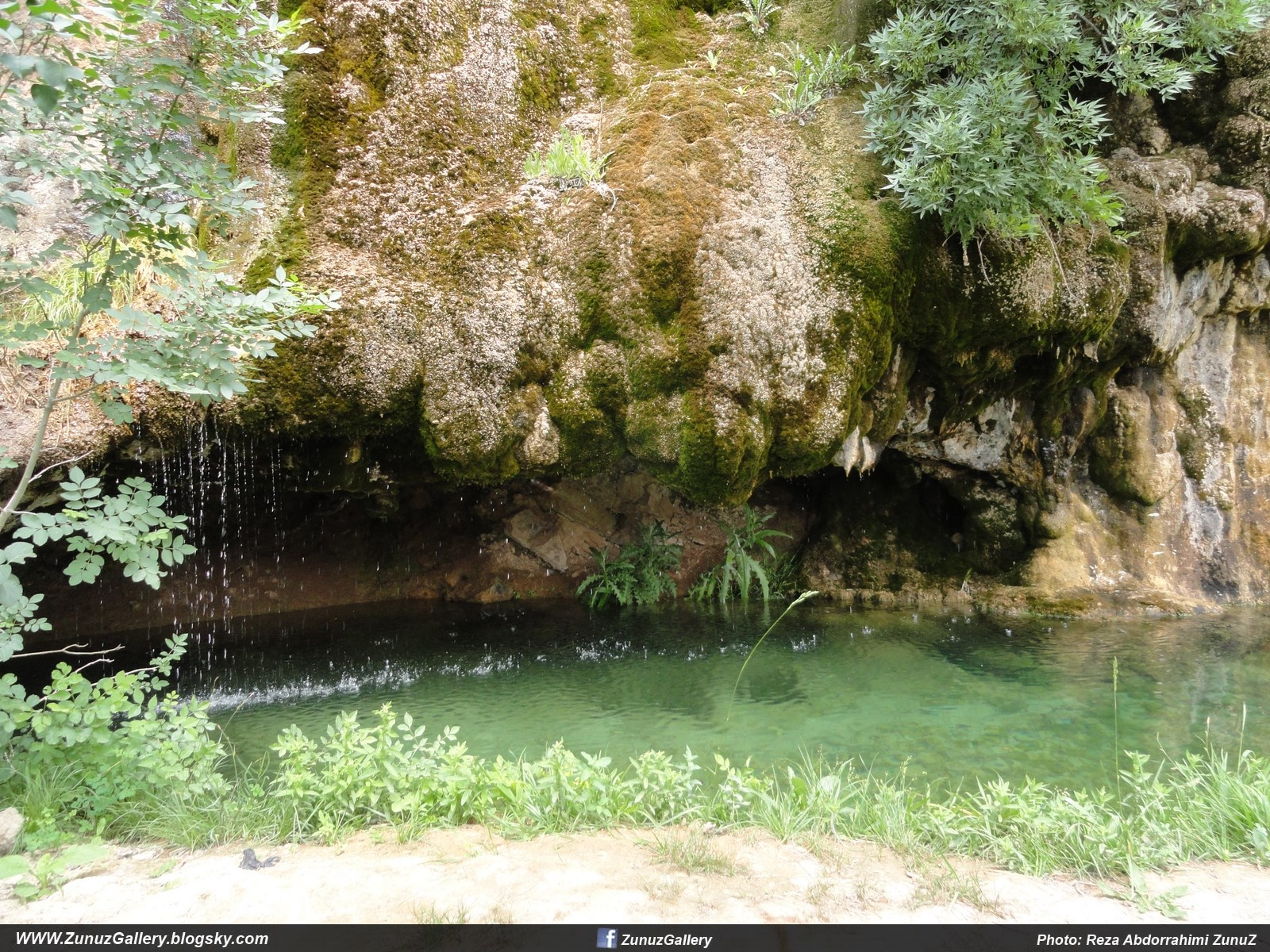
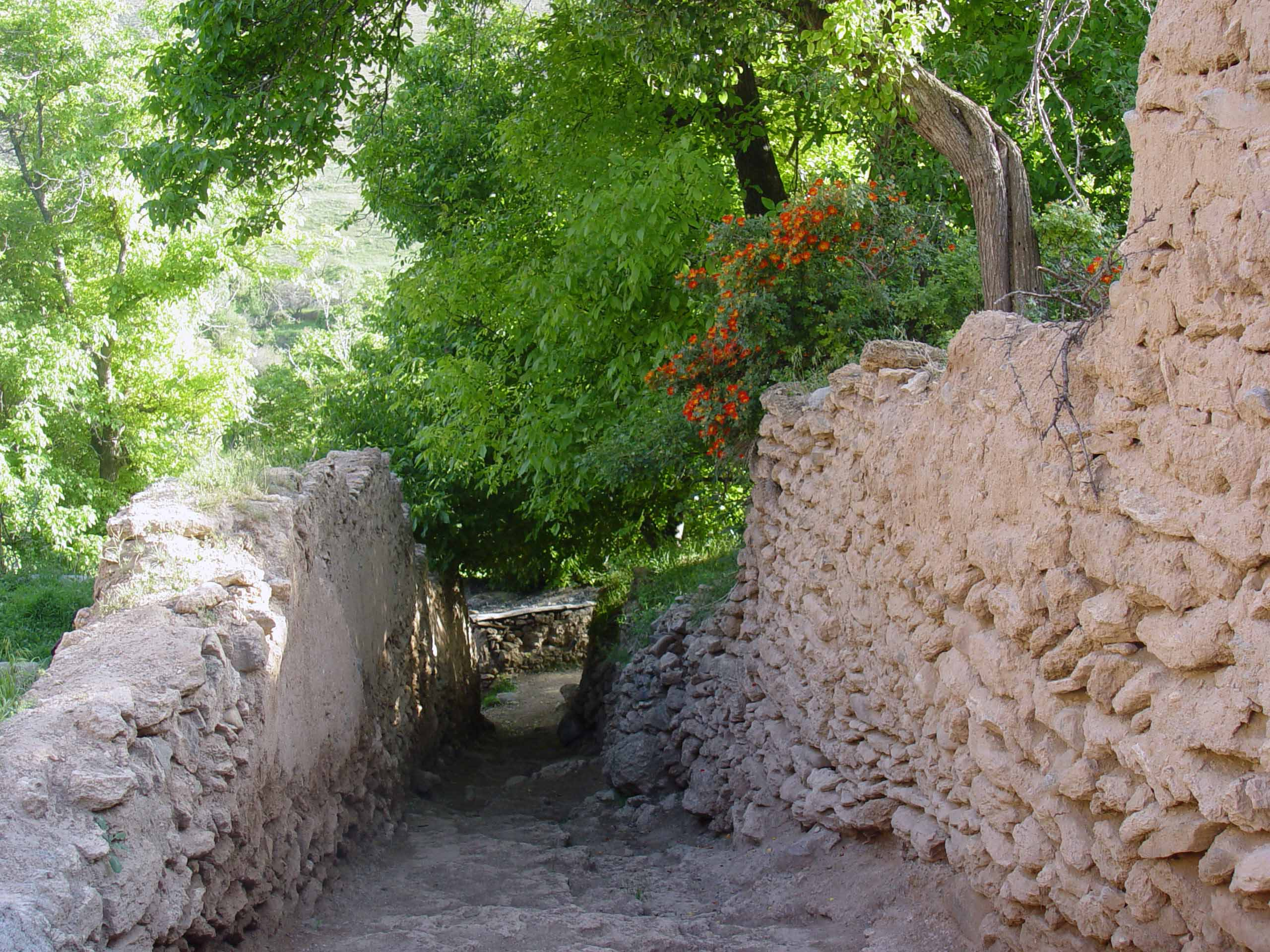
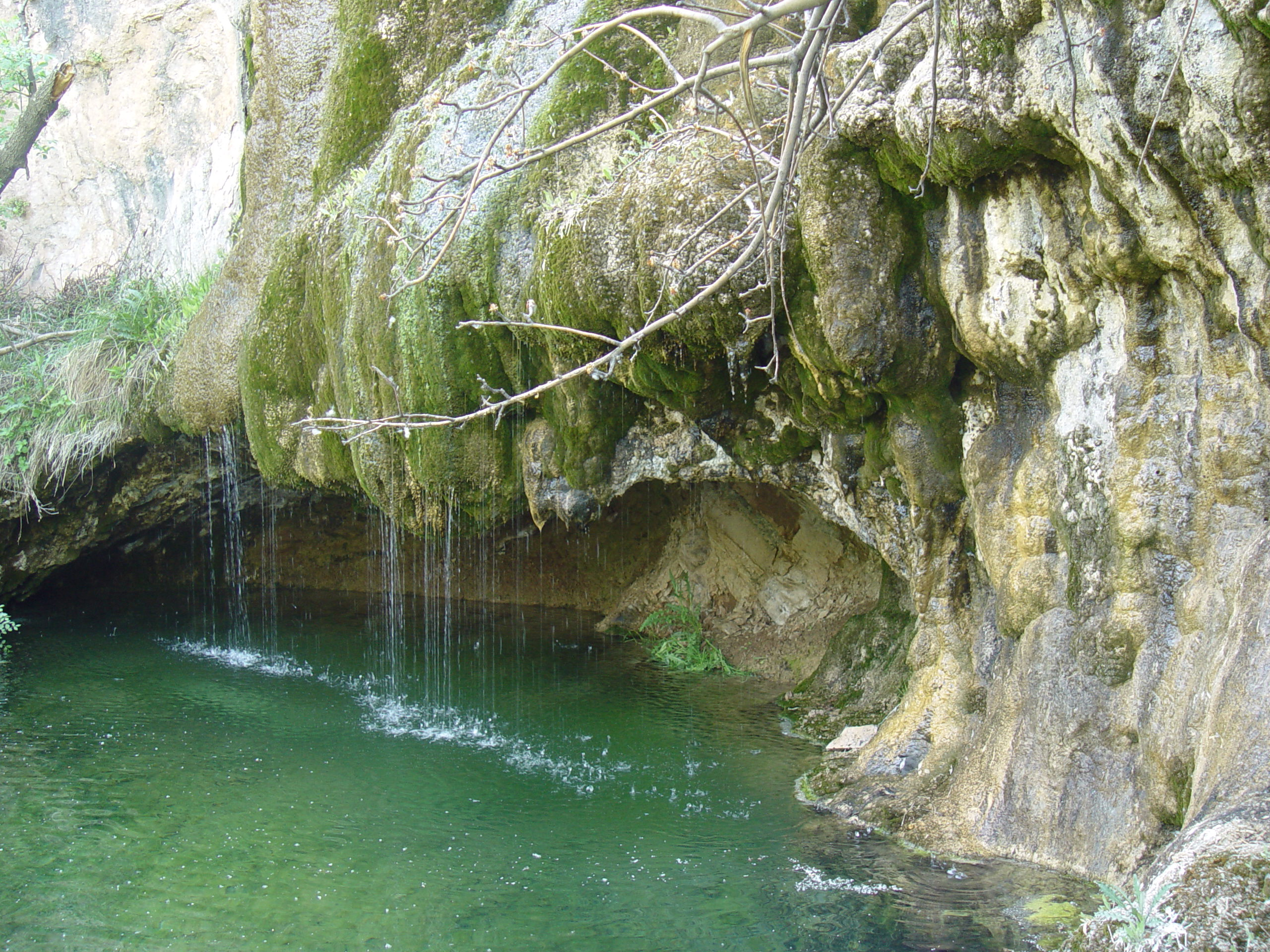

ورزش
تنها باشگاه ورزشی در زنوز استادیوم تختی است.